# Sangria Wine (canção)
"Sangria Wine" é uma canção gravada pelo cantor americano Pharrell Williams e pela cantora cubana-mexicana Camila Cabello, lançada como single em 18 de maio de 2018.

## Antecedentes
Pharrell Williams anteriormente co-escreveu e forneceu os vocais de fundo para "Havana" de Camila Cabello. "Sangria Wine" foi gravado originalmente para o álbum de estreia de Camila, mas não entrou na lista final. A música, no entanto, é destaque em seu setlist Never Be the Same Tour. Williams se juntou a Cabello no palco do show de Los Angeles para cantar a faixa ainda não lançada. Em 16 de maio de 2018, os dois artistas provocaram o lançamento da versão em estúdio em suas páginas de mídia social, postando fotos Polaroid um do outro com a hashtag "#sangriawine".

## Composição
"Sangria Wine" é uma música pop influenciada por salsa, que também inclui elementos de reggae. Cabello canta em inglês e espanhol na faixa. O pré-refrão da música apresenta linhas em espanhol. O refrão vê os vocais de Williams e Cabello se unindo para cantar a frase-título. Liricamente, a faixa mostra os dois artistas de uma forma divertida, com ele elogiando seus movimentos de dança e fazendo comparações entre eles e a bebida. Williams descreve o movimento de dança titular no gancho da música.

## Apresentações ao vivo
Em 20 de maio de 2018, Williams e Cabello fizeram a primeira apresentação televisionada da música no Billboard Music Awards de 2018.

## Créditos
Créditos adaptados do Tidal.
Equipe
- Pharrell Williams – vocal, compositor, produção
- Camila Cabello – vocal, compositora, produção
- Bia – compositora
- Brent Paschke – violão, guitarra elétrica
- Jesse McGinty – trombone
- Mike Larson –  engenharia de gravação, edição
- Andrew Coleman – engenharia de gravação
- Edwin Carranza – engenharia de gravação
- Manny Marroquin – engenharia de mixagem
- Chris Athens – engenharia de masterização
- Chris Galland – assistente de engenharia
- Todd Hurtt – assistente de engenharia
- Scott Desmarais – assistente de engenharia
- Ben Sedano – assistente de engenharia
- Madoka Kambe – assistente de engenharia
- Jacob Dennis – assistente de engenharia
- Masayuri Hara – assistente de engenharia
- Robin Florent – assistente de engenharia
- Thomas Cullison – assistente de engenharia

## Desempenho nas tabelas musicais
| Tabela musical (2019)                     | Melhor posição |
| ----------------------------------------- | -------------- |
| Bélgica (Ultratop 50 de Flandres)         | 45             |
| Canadá (Canadian Hot 100)                 | 88             |
| Escócia (The Official Charts Company)     | 61             |
| Eslováquia (Singles Digitál Top 100)      | 24             |
| Espanha (PROMUSICAE)                      | 85             |
| Estados Unidos (Billboard Hot 100)        | 83             |
| Estados Unidos (Mainstream Top 40)        | 40             |
| Grécia (IFPI Grécia)                      | 19             |
| Hungria (Single Top 40)                   | 32             |
| Hungria (Stream Top 40)                   | 31             |
| México (Monitor Latino                    | 11             |
| México (Billboard Mexico Inglés Airplay)  | 2              |
| Nova Zelândia (RMNZ)                      | 7              |
| Polônia (Polish Airplay Top 100)          | 52             |
| Polônia (Dance Top 50)                    | 12             |
| Portugal (AFP)                            | 23             |
| Reino Unido (UK Singles Chart)            | 84             |
| República Checa (Singles Digitál Top 100) | 48             |
| Suécia (Sverigetopplistan)                | 2              |
| Suíça (Schweizer Hitparade)               | 92             |